# 중화민국 국방부
중화민국 국방부(중국어: 中華民國國防部, 병음: Zhōnghuá Mínguó Guófángbù 종화민궈 궈팡부[*], 영어: Ministry of National Defense, MND)는 중화민국 행정원에 속해있는 기관으로 중화민국 국군을 지휘한다. 타이베이시 중산구 베이안 로 409번지 (臺北市中山區北安路409號)에 있고, 국방부의 장관은 국방부장이라고 하며, 국방부장은 행정원 정무위원이 임명한다.

## 역사
국방부의 전신은 중화민국 임시정부의 육군부와 해군부이다. 1928년 10월, 장제스가 국민당군을 이끌고 북벌을 실시해 중국을 통일 후, 육군부와 해군부가 행정원 관할으로 개편되었다. 1932년 1월, 장제스는 군대의 지휘 계통을 통일하기 위해 장제스가 위원장 및 참모본부 참모총장을 겸임하는 군사위원회가 설치되었다. 중일 전쟁이 끝난 1946년 6월 1일, 국민당 정부는 군사위원회를 해산하고, 행정원 소속 국방부를 설치해 현재에 이르고 있다.
2013년부터 4개월(기초군사교육 2개월, 전문분야(군사특기)교육 2개월)로 복무기간이 줄어든다. 종래 2009년부터 1년. 19~35세를 대상으로 징병한다. 매년 10%씩 징병 인원을 줄여 병력을 15만 명으로 줄일 계획이다. 이후에도 대체복무제는 계속 유지될 계획이다. 대체복무를 희망하는 경우 36개월 동안 복무해야 한다.  한편 예비군은 육군 기준 30세까지 복무한다. 2010년부터 모병제 전환을 시작하였다.

## 조직 현황
- 국방부장(장관)
- 국방부차장 (정무차장 1명, 상무차장 2명)
- 부본부기관
  - 전략규획사
  - 자원사
  - 법제사
  - 군법사
  - 예비사무사
  - 부장실
  - 사정편역실
  - 회계실
  - 정합평고실
  - 소원심의위원회
  - 국군관병권익보장위원회
  - 군비국
  - 주계국
  - 군의국
  - 총정치작전국
- 참모본부
  - 인사참모차장실
  - 정보참모차장실
  - 작전계획참모차장실
  - 병참참모차장실
  - 통신전자정보참모차장실
  - 군무판공실
  - 군사정보국

- 육군사령부
- 해군사령부
- 공군사령부
- 예비지휘부
- 헌병지휘부

## 같이 보기
- 중화민국 행정원
- 중화민국 국군